# Кембридж, Александр, граф Атлон
Алекса́ндр Ога́стес Фре́дерик Уи́льям А́льфред Джордж Ке́мбридж (англ. Alexander Augustus Frederick William Alfred George Cambridge, урождённый Его Светлость принц Александр Текский, 14 апреля 1874, Кенсингтонский дворец в Лондоне — 16 января 1957) — британский аристократ и военачальник, 1-й граф Атлон с 1917 года, генерал-майор, родственник королевской семьи Виндзоров. Генерал-губернатор Южно-Африканского Союза в 1924—1931 и генерал-губернатор Канады в 1940—1946.

## Биография
Принц Александр Текский был сыном Франца, герцога Текского, и братом королевы Марии, супруги Георга V. Соответственно он приходился дядей королям Эдуарду VIII и Георгу VI и двоюродным дедом королеве Елизавете II. Женат на принцессе Алисе Олбани, внучке королевы Виктории и, соответственно, двоюродной сестре Георга V. У них было трое детей:
- принцесса Мей Текская (23 января 1906 — 29 мая 1994).
- принц Руперт Текский (24 августа 1907 — 15 апреля 1928).
- принц Морис Текский (29 марта 1910 — 14 сентября 1910).

В 1915 принц отказался от своих германских титулов и взял новую фамилию — Кембридж, что позволило ему остаться принцем крови. Он неоднократно становился губернатором или вице-королём различных колоний империи.
В 1917 году Александру Кембриджу был присвоен титул графа Атлона, а его сын, бывший принц Руперт, получил титул учтивости виконт Трематон. В 1928 году виконт, унаследовавший гемофилию от своего деда по матери принца Леопольда, погиб в автомобильной катастрофе. Поскольку пэрские титулы (если при их учреждении не оговорено иное) передаются только по мужской линии, после смерти Кембриджа в 1957 году титул графа Атлона исчез.

## Титулы
- Его Светлость принц Александр Текский (1874—1917)
- Сэр Александр Кембридж (1917)
- Достопочтенный граф Атлон (1924—1957)